# Ictonychini
Ictonychini – plemię ssaków z podrodziny Ictonychinae w obrębie rodziny rodziny łasicowatych (Mustelidae).

## Rozmieszczenie geograficzne
Plemię obejmuje gatunki występujące w Eurazji i Afryce.

## Podział systematyczny
Do plemienia należą następujące występujące współcześnie rodzaje:
- Vormela W. Blasius, 1884 – perewiaska – jedynym żyjącym współcześnie przedstawicielem jest Vormela peregusna (Güldenstädt, 1770) – perewiaska marmurkowa
- Ictonyx Kaup, 1835 – zorilla – jedynym przedstawicielem jest Ictonyx striatus (Perry, 1810) – zorilla paskowana
- Poecilictis O. Thomas & Hinton, 1920 – jedynym przedstawicielem jest Poecilictis libyca (Hemprich & Ehrenberg, 1833) – zorilla libijska
- Poecilogale O. Thomas, 1883 – zorilka – jedynym przedstawicielem jest Poecilogale albinucha (J.E. Gray, 1864) – zorilka białogrzbieta

Opisano również rodzaje wymarłe:
- Baranogale Kormos, 1934[10]
- Oxyvormela Rabeder, 1973[11] – jedynym przedstawicielem był Oxyvormela maisi Rabeder, 1973
- Propoecilogale G. Petter, 1987[12] – jedynym przedstawicielem był Propoecilogale bolti (H.B.S. Cooke, 1985)